# District de Mahoba
Le district de Mahoba (en hindi : महोबा जिला) est une division administrative de la division de Chitrakoot dans l'État de l'Uttar Pradesh, en Inde.

## Description
Le centre administratif du district est Mahoba. 
La superficie du district est de 3 144 km2 et la population était en 2011 de 875 958 habitants.
Le taux d'alphabétisation est de 66,94%.